# Ашберн (Џорџија)
Ашберн (Џорџија) (енгл. Ashburn) град је у америчкој савезној држави Џорџија. По попису становништва из 2010. у њему је живело 4.152 становника.

## Демографија
Према попису становништва из 2010. у граду је живело 4.152 становника, што је 267 (6,0%) становника мање него 2000. године.
| Група             | 2000.         | 2010.         |
| Белци             | 1.419 (32,1%) | 1.234 (29,7%) |
| Афроамериканци    | 2.882 (65,2%) | 2.717 (65,4%) |
| Азијати           | 10 (0,2%)     | 25 (0,6%)     |
| Хиспаноамериканци | 118 (2,7%)    | 134 (3,2%)    |
| Укупно            | 4.419         | 4.152         |